# مدينة سوسة العتيقة
مدينة سوسة العتيقة هي مدينة عتيقة تونسية، وهي القلب التاريخي لمدينة سوسة. تم تصنيفها في 1988 بمناسبة الدورة 12 للجنة التراث العالمي كموقع تراث عالمي لمنظمة اليونسكو.

تعتبر سوسة مثال عن مدن القرون الأولى للإسلام في المغرب العربي. لذلك فهي تحتفظ بالقصبة وحصونها وأيضا جامعها الكبير، وذلك إلى جانب رباطها وأخيرا مسجد بوفتاتة وهو معلم ديني وعسكري.

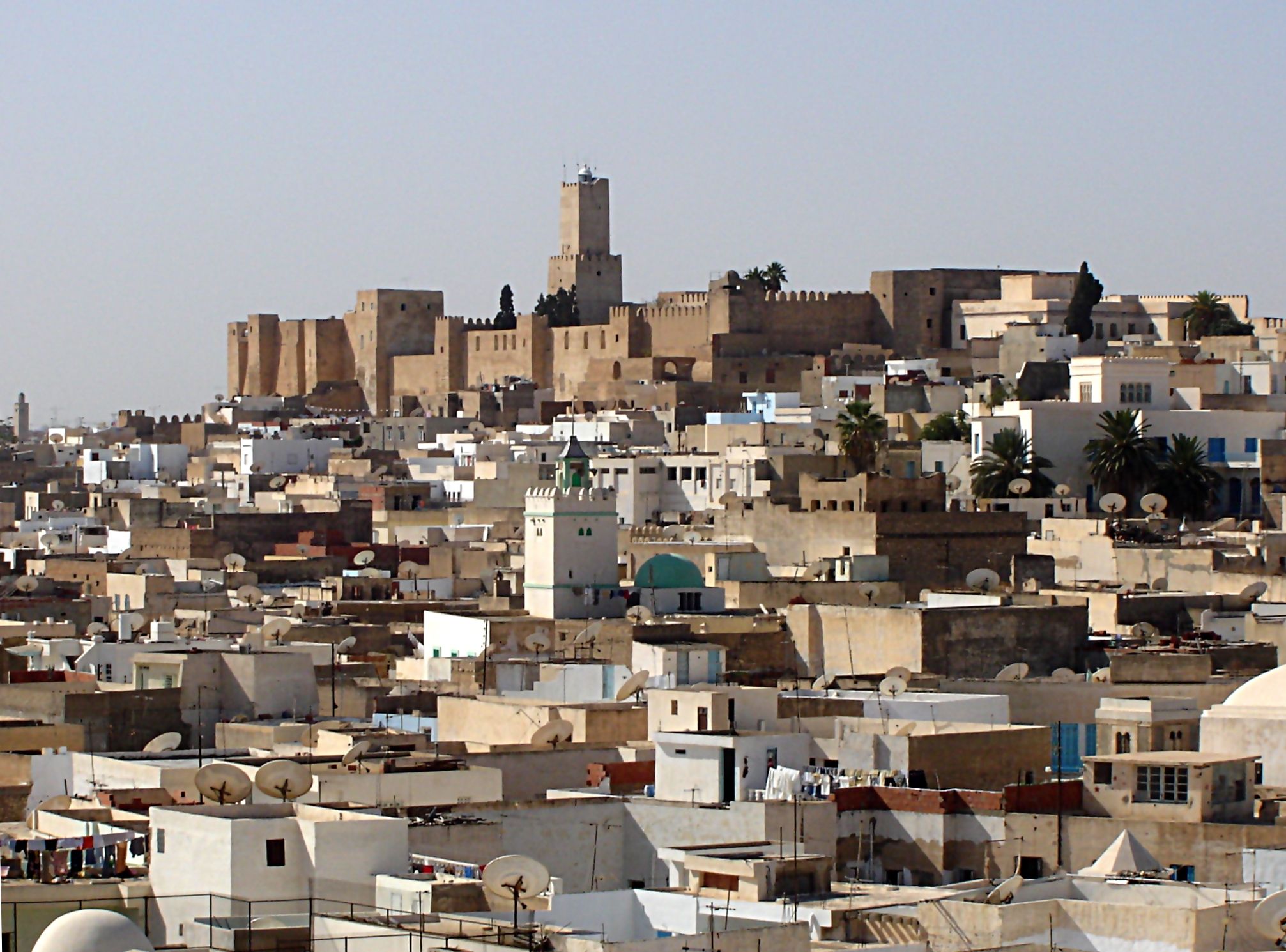
منظر للقصبة وهي تعتلي المدينة العتيقة في 2004.
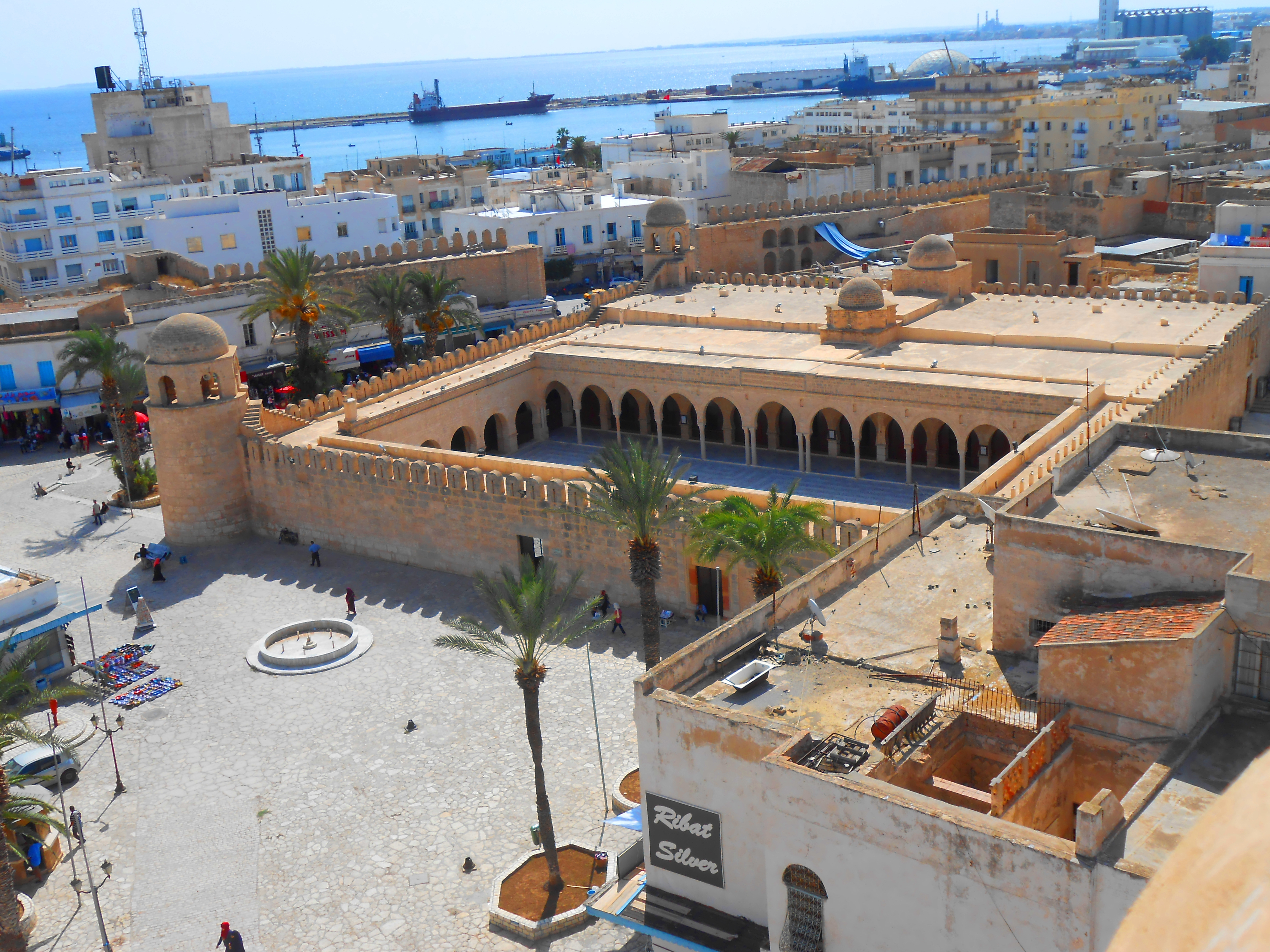
منظر للجامع الكبير بسوسة الذي شيد في منتصف القرن التاسع.
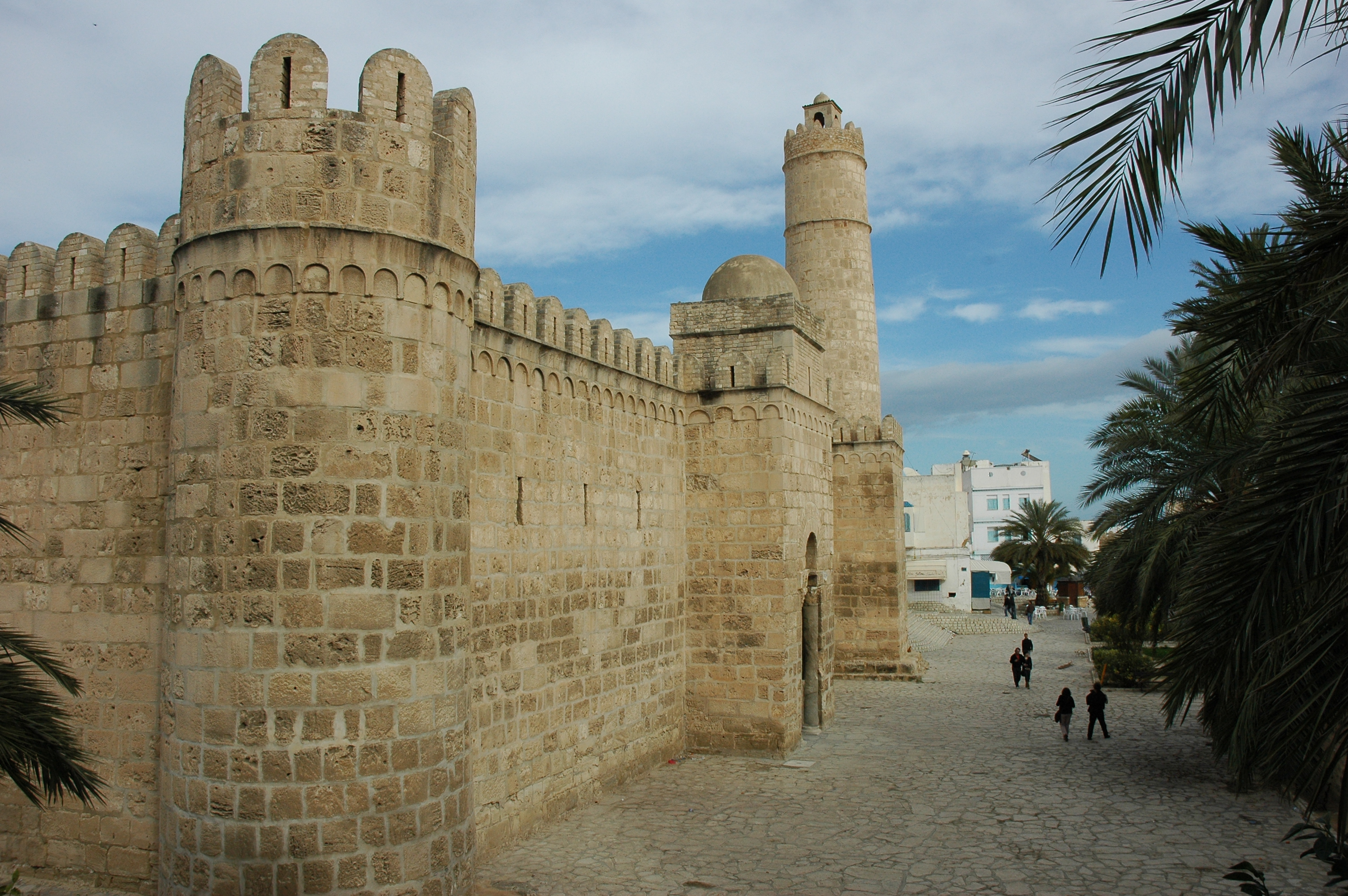
جدار وبرج رباط سوسة في 2005.
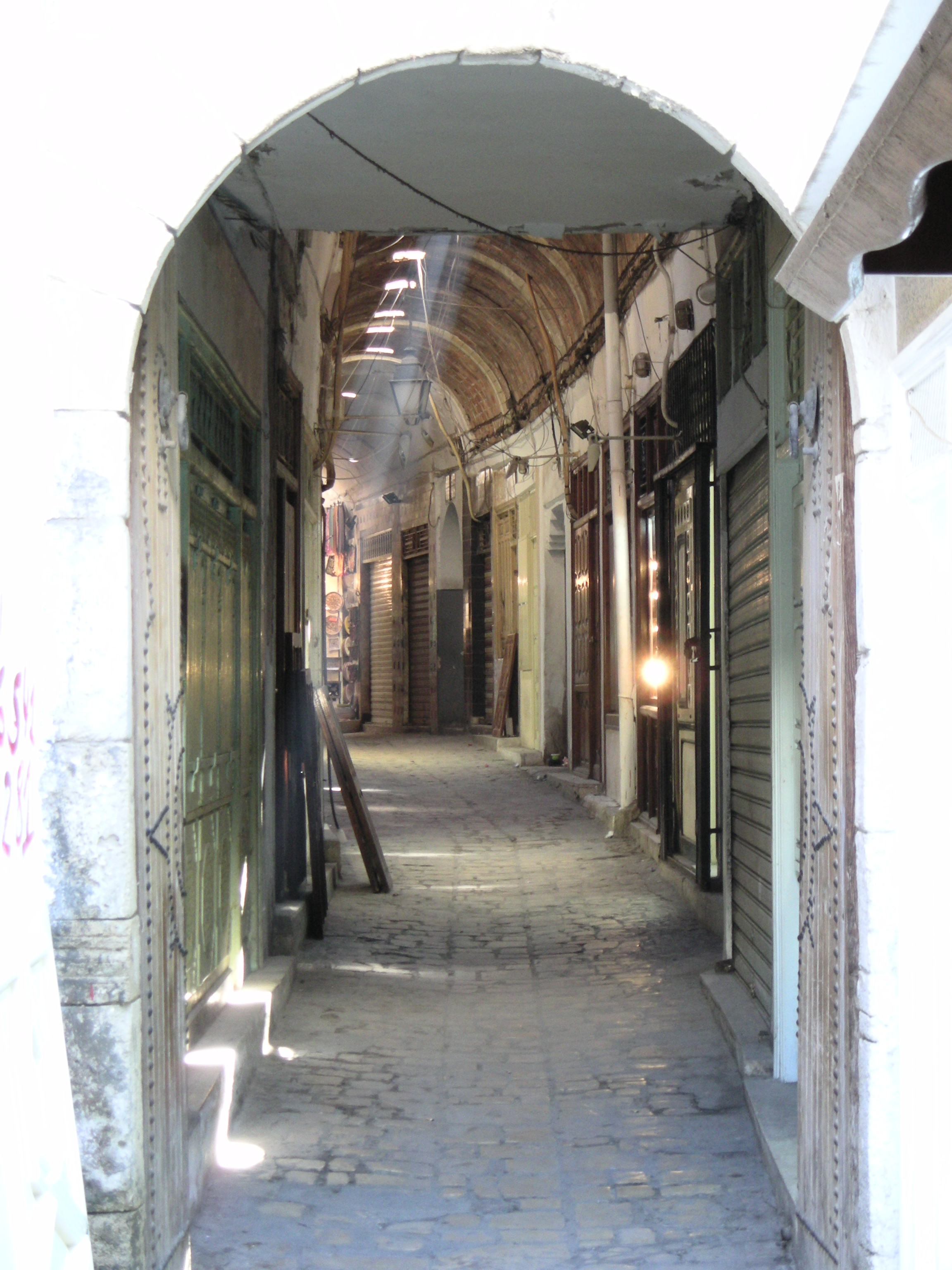
أحد شوارع المدينة في 2008.
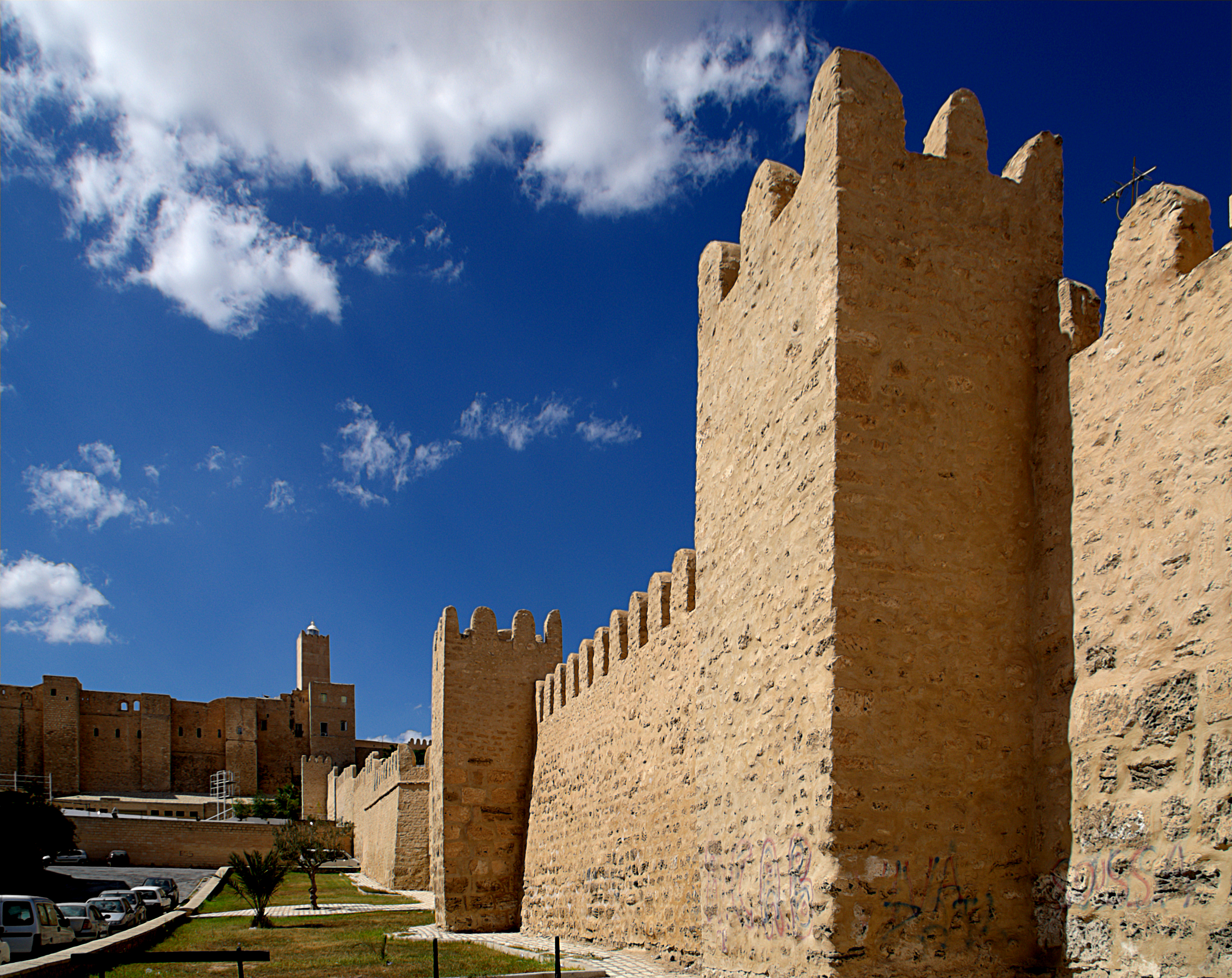
الأسوار
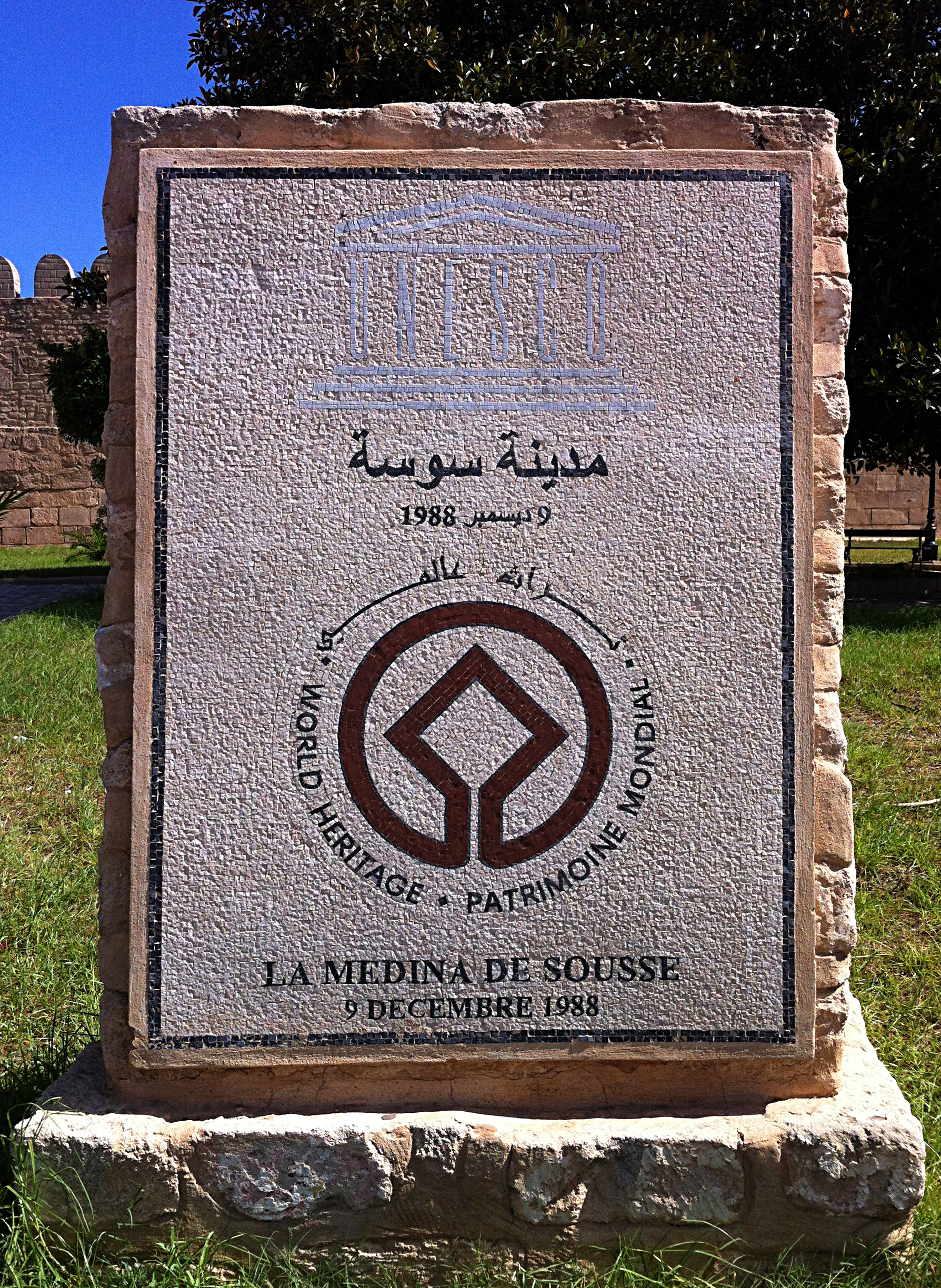
لافتة تراث اليونسكو العالمي
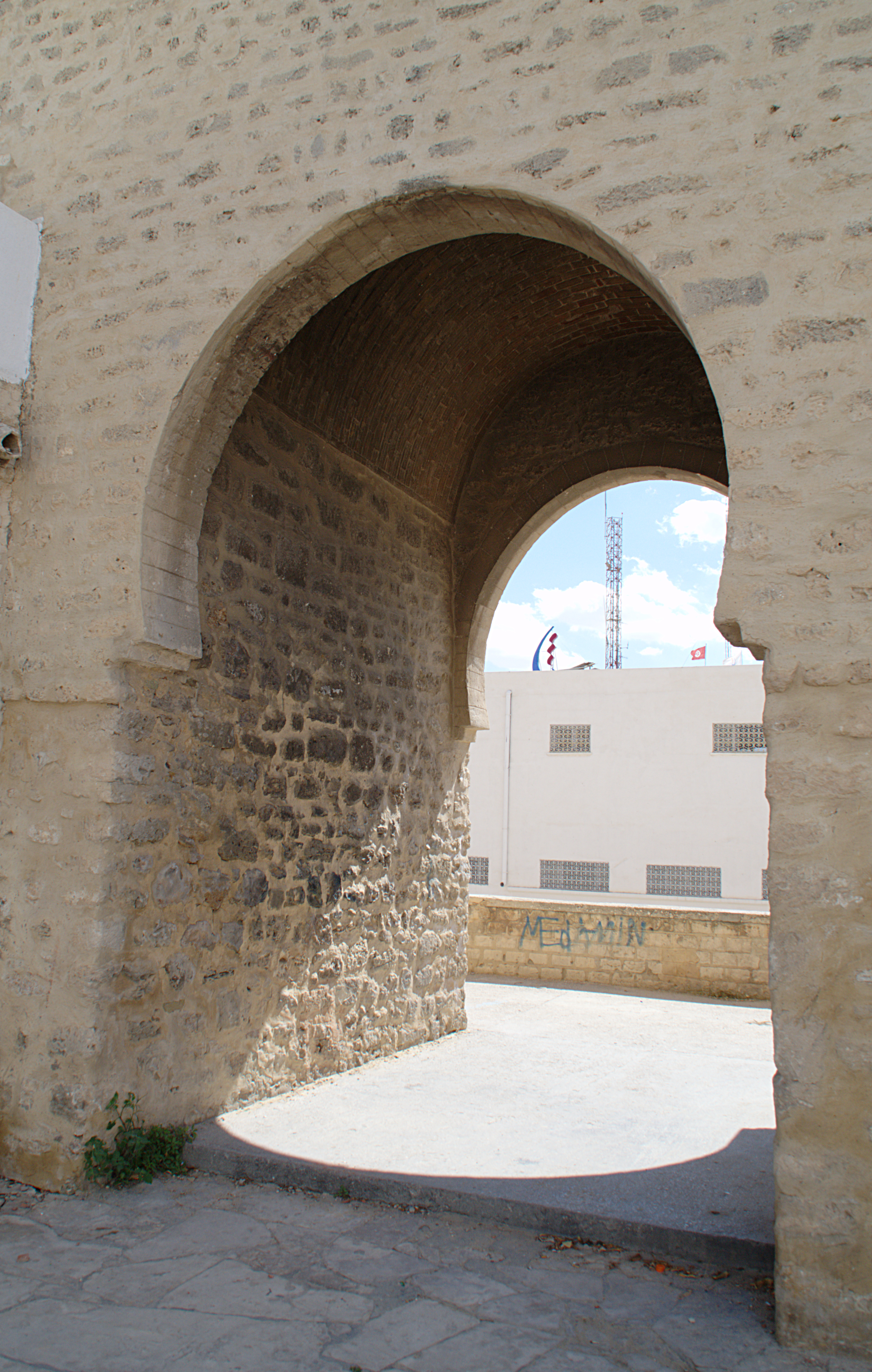
باب
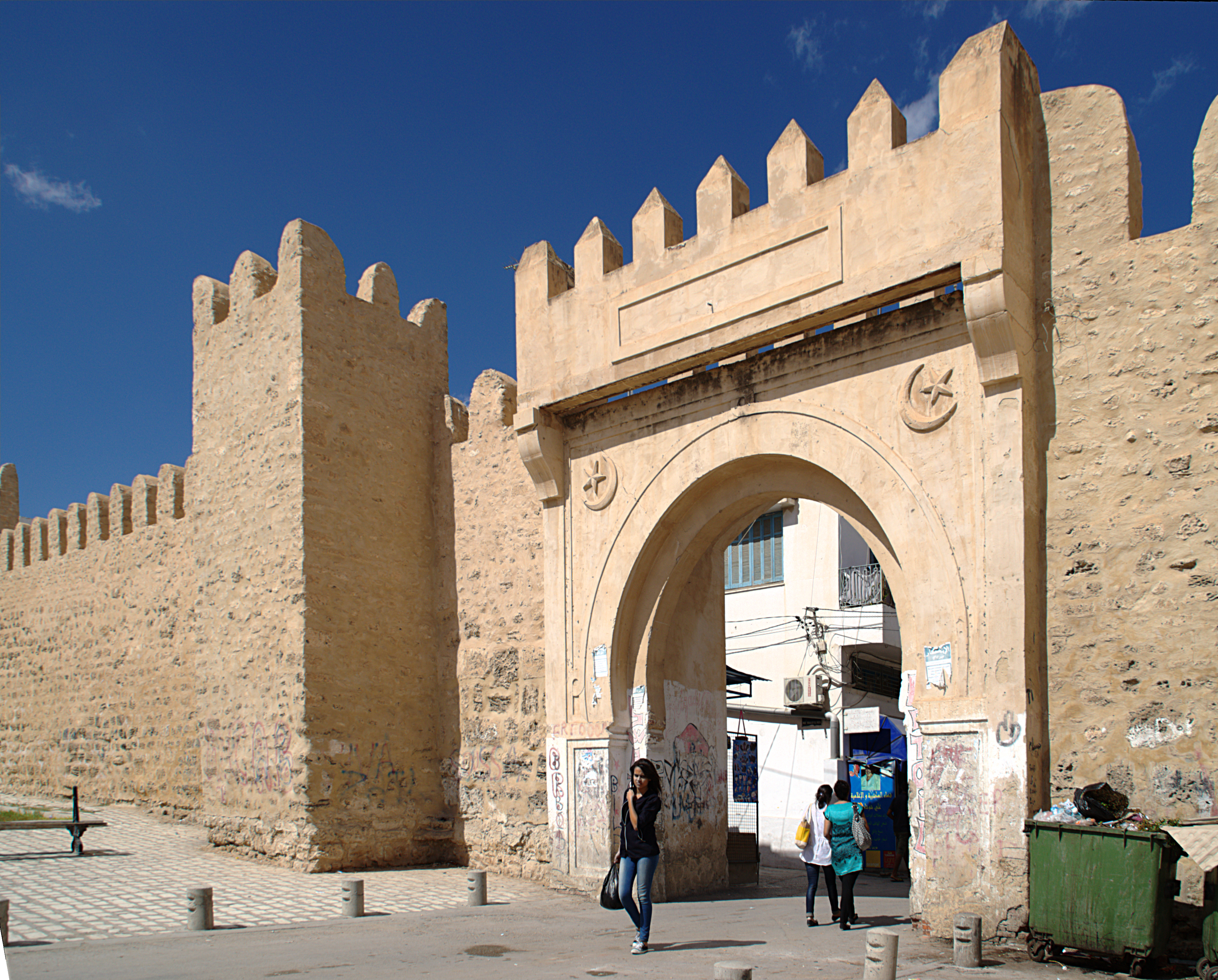
أحد مداخل المدينة
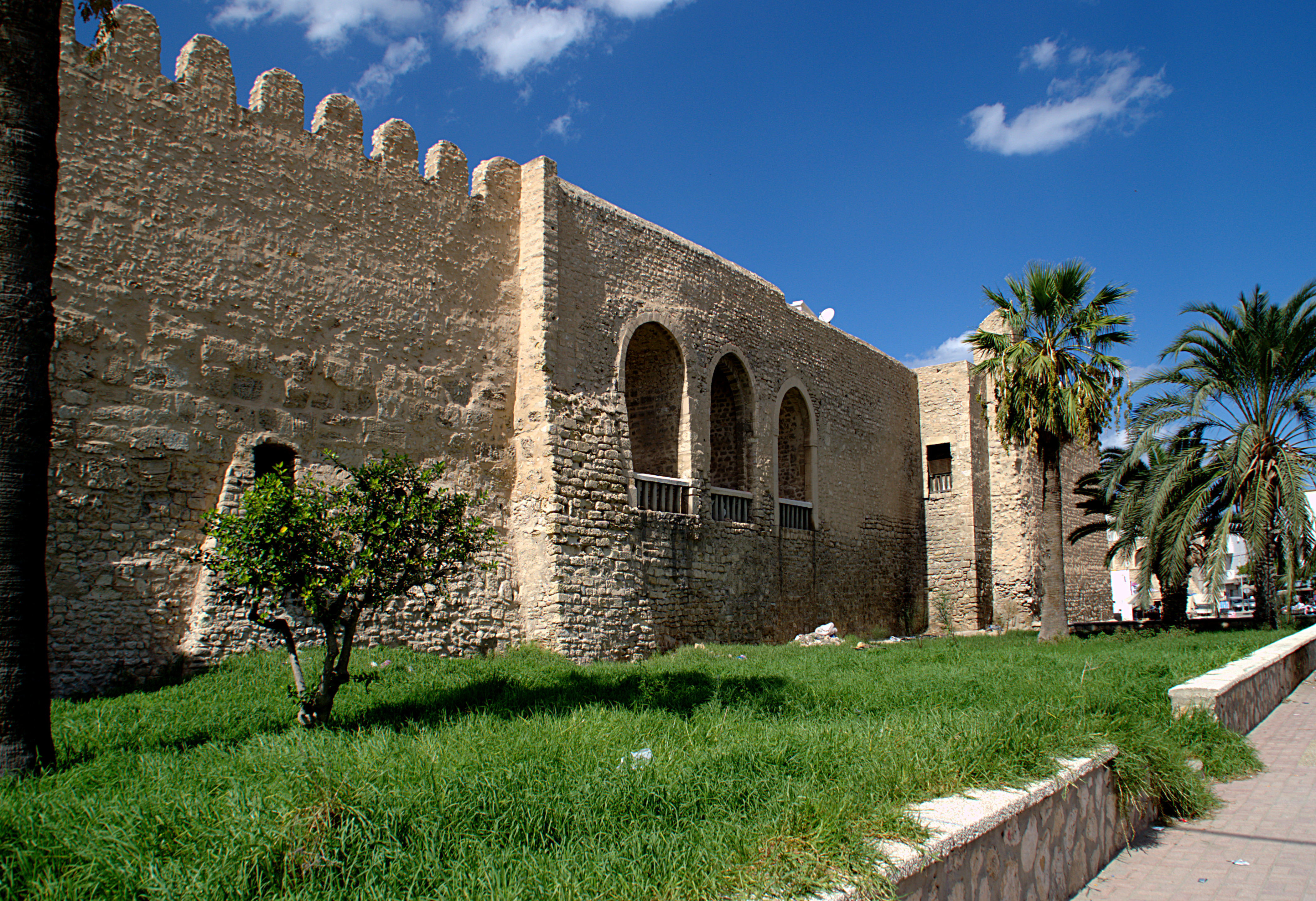
المدينة من الخارج
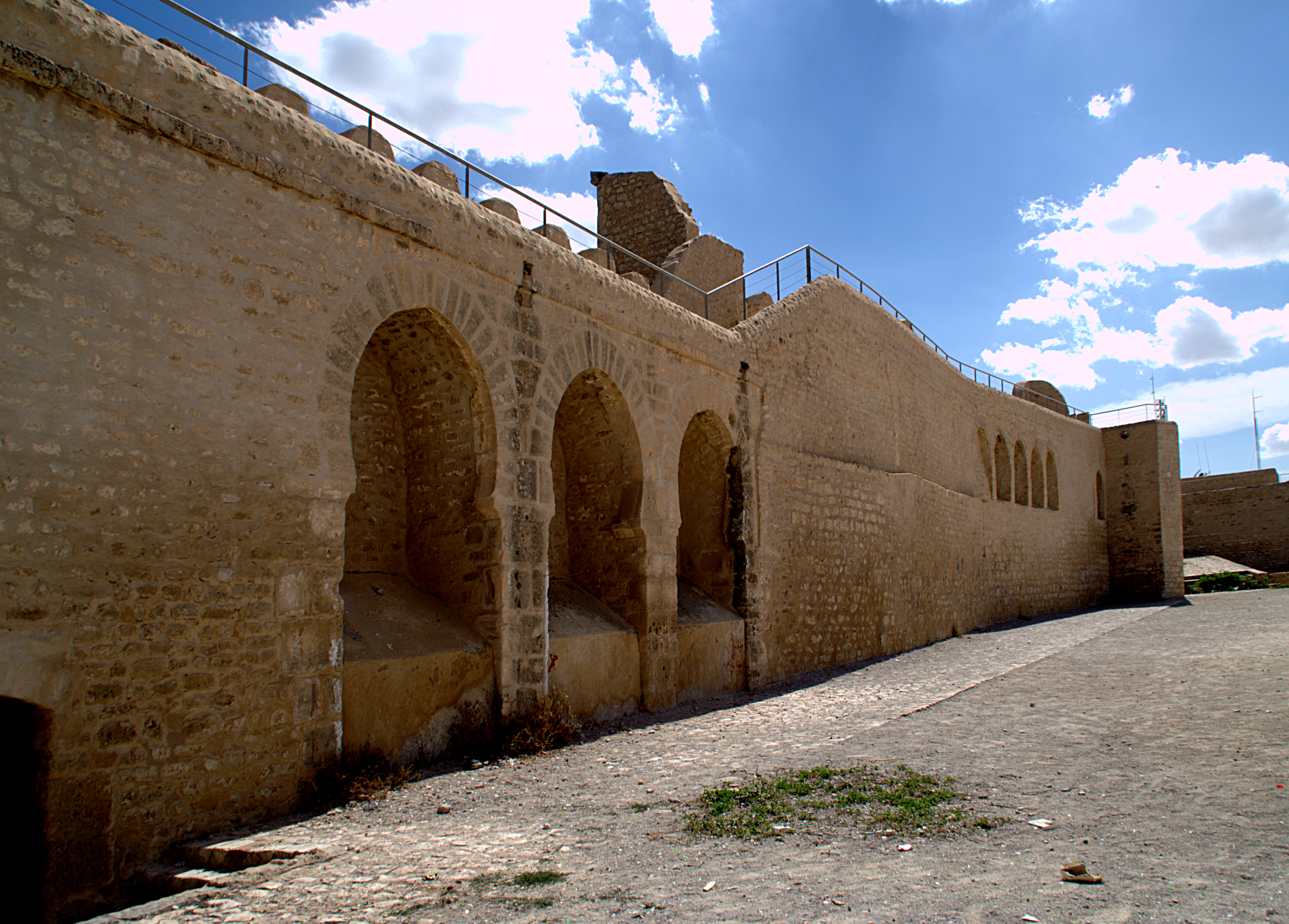
الأسوار

يذكر أن مدينة تونس العتيقة هي مصنفة كذلك في مواقع التراث العالمي.

## مقالات ذات صلة
- قائمة مواقع التراث العالمي في تونس

## روابط خارجية
- مدينة سوسة العتيقة على موقع اليونسكو.